# David Hodges
David Hall Hodges (Little Rock, 5 dicembre 1978) è un cantautore, musicista, compositore e produttore discografico statunitense.
Ex membro degli Evanescence, con la band è stato nominato tre volte ai Grammy Awards, vincendone due. Sia come produttore che come compositore può vantare collaborazioni con numerosi artisti internazionali, tra cui Avril Lavigne, Anastacia, Christina Perri, Céline Dion, Carrie Underwood, The Red Jumpsuit Apparatus, Tonight Alive e altri.

## Biografia

### Cantautore

#### Evanescence
È stato membro degli Evanescence dal 1999 al 2002, anno in cui lascia il gruppo a causa di alcune controversie in ambito musicale con i fondatori Amy Lee e Ben Moody. È il migliore amico e testimone di nozze di Josh Hartzler, marito di Amy Lee.

#### Trading Yesterday/The Age of Information
Nel 2003, insieme a Mark Colbert, fonda i Trading Yesterday (che nell'estate 2007 cambieranno nome in The Age of Information), debuttando nella primavera del 2004 con l'album The Beauty and the Tragedy. Seguirà More than This, realizzato nel 2005 ma pubblicato ufficialmente solo nel settembre 2011.

#### AVOX
Nello stesso tempo Hodges ha avviato un progetto strumentale di musica ambient/elettronica con il compositore John Campbell chiamato AVOX, con cui ha pubblicato l'album The Fragile World il 28 settembre 2010.

#### Arrows to Athens
Sempre nel 2010, Hodges ha fondato insieme al chitarrista Steve Miller gli Arrows to Athens, un gruppo alternative rock/rock and roll il cui primo album, Kings & Thieves, è stato pubblicato l'11 ottobre 2011. Un secondo lavoro, Exile EP, è stato pubblicato l'8 aprile 2016.

#### Solista
Nel luglio 2008 Hodges firmò un contratto con la Warner Bros. Records per la pubblicazione di un album solista, idea che verrà poi abbandonata a favore di una serie di EP. Il primo di essi, The Rising, è stato pubblicato digitalmente l'11 agosto 2009. Il secondo EP solista di David, completamente strumentale e chiamato semplicemente Acoustic, era stato annunciato per dicembre 2010, ma successivamente la pubblicazione venne posticipata al 27 marzo 2012 e il titolo cambiato in The December Sessions, Vol. 1. Hodges ha pubblicato successivamente quattro EP: Passengers: Weapons (4 dicembre 2012), The December Sessions, Vol. 2 (19 novembre 2013), Passengers: Sirens (25 novembre 2014) e The December Sessions, Vol. 3 (26 maggio 2015).

### Collaborazioni
Hodges ha lavorato nel 2004 con Kelly Clarkson alla realizzazione dell'album Breakaway, in particolare alle canzoni Because of You e Addicted. Dopo aver avuto anche una relazione sentimentale con Kelly Clarkson, Hodges si è poi sposato. Nel 2007 collaborò poi con Céline Dion al suo album Taking Chances. Nel 2009 ha collaborato con i We Are the Fallen, registrando il pianoforte in tutte le tracce del loro album Tear the World Down, pubblicato nel 2010.
Sempre nel 2011 ha collaborato di nuovo con l'amico di vecchia data Ben Moody, registrando i cori e co-scrivendo alcune delle canzoni contenute nel suo secondo album You Can't Regret What You Don't Remember. Ha inoltre composto il brano A Thousand Years per la colonna sonora dei film The Twilight Saga: Breaking Dawn - Parte 1 e Parte 2; il brano è cantato da Christina Perri, con cui Hodges aveva precedentemente collaborato, componendo buona parte del suo album lovestrong. Nel 2013 ha collaborato alla realizzazione del quinto album in studio della cantautrice canadese Avril Lavigne, suonando il pianoforte, cantando i cori e co-scrivendo 10 dei 13 brani dell'album.

## Band

### Attuale
- David Hodges – voce, pianoforte, chitarra ritmica
- Steve Miller – chitarra solista (2006-presente)
- Chad Copelin – tastiera (2007-presente)
- Steven McMorran – basso, cori (2004-presente)
- Will "Science" Hunt – batteria, percussioni, programmazione (2006-presente)

### Ex membri
- Penny Hodges – flauto traverso (1999-2002)
- Kendall Combes – chitarra ritmica (2000-2002)
- Neal Watson – batteria, percussioni, cori (2000-2002)
- Ben Moody – chitarra solista, programmazione (1999-2003)
- Stuart Springer – chitarra ritmica (1999-2003)
- Brad Riggins – tastiera, cori (2000-2003)
- Hannah Hodges – voce secondaria (1999-2004)
- Casey Gerber – basso (2000-2004)
- Mark Colbert – batteria, percussioni (2002-2006)

## Discografia

### Con gli Evanescence
Album
- Origin (2000)
- Fallen (2003)

EP
- Mystary EP (2003)

### Da solista
EP
- Musical Demonstrations Pt.1 (2000)
- Summit Worship (2000)
- The Genesis Project (2003)
- The Light (2003)
- The Rising (2009)
- The December Sessions, Vol. 1 (2012)
- Passengers: Weapons (2012)
- The December Sessions, Vol. 2 (2013)
- Passengers: Sirens (2014)
- The December Sessions, Vol. 3 (2015)
- The December Sessions Vol 4 (2016)
- The December Sessions Vol 5 (2017)
- Discrepancies in the Recollection of Various Principles - Side A (2019)
- Discrepancies in the Recollection of Various Principles - Side B (2019)
- In the Round (2021)
- The Unattainable (2023)
- The Unavoidable (2023)

Singoli
- Hard to Believe (2009)
- Bring Me to Life (con Bruno Martini) (2021)

### Con i Trading Yesterday/The Age of Information
Album in studio
- The Beauty and the Tragedy (2004)
- More than This (2011)

EP
- Everything Is Broken (2007)

Singoli
- One Day (2005)

### Con gli AVOX
Album in studio
- The Fragile World (2010)

### Con gli Arrows to Athens
Album in studio
- Kings & Thieves (2011)

EP
- Exile EP (2016)

### Con gli Hemiispheres
Album in studio
- Grief (2020)

### Altre partecipazioni
- Kelly Clarkson – Breakaway (2004)
- Evanescence – Anywhere but Home (2004)
- Anastacia – Pieces of a Dream (2005)
- Daughtry – Daughtry (2006)
- Backstreet Boys – Unbreakable (2007)
- Céline Dion – Taking Chances (2007)
- David Archuleta – David Archuleta (2008)
- David Cook – David Cook (2008)
- Daughtry – Leave This Town (2009)
- Allison Iraheta – Just Like You (2009)
- Jessie James – Jessie James (2009)
- Carrie Underwood – Play On (2009)
- David Archuleta – The Other Side of Down (2010)
- Daughtry – Leave This Town: The B-Sides (2010)
- We Are the Fallen – Tear the World Down (2010)
- David Arnold – The Chronicles of Narnia: The Voyage of the Dawn Treader (2010)
- Lee DeWyze – Live It Up (2010)
- Katherine Jenkins – Believe - Deluxe Edition (2010)
- Katharine McPhee – Unbroken (2010)
- David Cook – This Loud Morning (2011)
- Christina Perri – lovestrong. (2011)
- Ben Moody – You Can't Regret What You Don't Remember (2011)
- AA.VV. – The Twilight Saga: Breaking Dawn - Parte 1 (2011)
- Jason Mraz – Love Is a Four Letter Word (2012)
- Haley Reinhart – Listen Up! (2012)
- Carrie Underwood – Blown Away (2012)
- AA.VV. – The Twilight Saga: Breaking Dawn - Parte 2 (2012)
- Avril Lavigne – Avril Lavigne (2013)
- Lady Antebellum – 747 (2014)
- Christina Perri – Head or Heart (2014)
- Nickelback – No Fixed Address (2014)
- Switchfoot – Fading West (2014)
- 5 Seconds of Summer – Sounds Good Feels Good (2015)
- David Cook – Digital Vein (2015)
- Carrie Underwood – Storyteller (2015)